# Vaniity
Vaniity est une actrice de films pornographiques trans, née le 26 juillet 1973 à Uruapan, au Mexique.

## Biographie
Vaniity (Delilah Vaniity Kotero) a débuté dans l'industrie pornographique en 1998, à l'âge de 25 ans. À ses débuts, elle a essentiellement travaillé pour Devil's Film mais est rapidement devenue une protégée du réalisateur Joey Silvera.
Elle a reçu deux fois l'AVN Award du meilleur acteur transsexuel (2004 et 2013) et a été admise dans l'AVN Hall of Fame en 2013 pour sa participation à au moins 70 films.

## Récompenses
- AVN Awards :

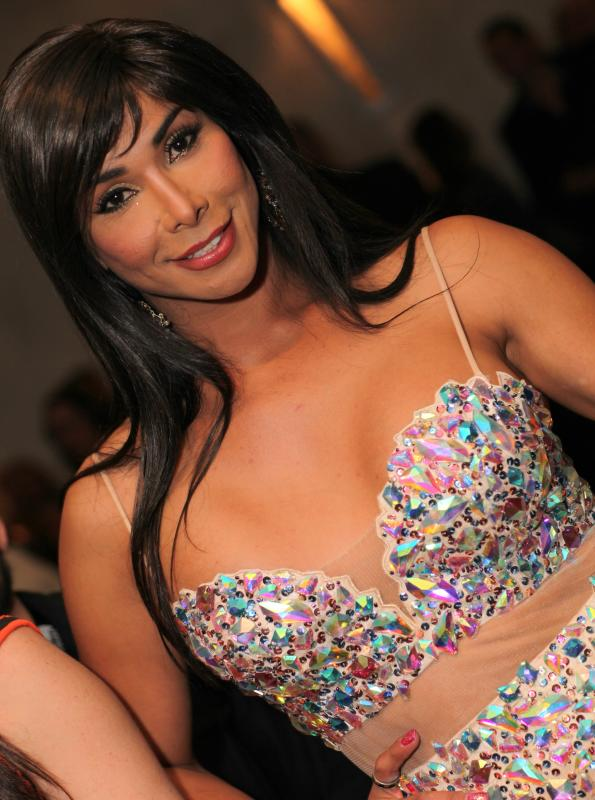
Vaniity à l'AVN Award

  - 2004 : Actrice transsexuelle [pornographique] de l'année (Transsexual Performer of the Year)
  - 2013 : Actrice transsexuelle [pornographique] de l'année (Transsexual Performer of the Year)